# 東アジアの言語

東アジアの範囲

中国国内の言語分布

本記事では東アジアの言語について概説する。

## 区分
東アジアで話される言語は、次のような語族に区分される。
- モンゴル語族 - モンゴル国および周辺に分布。モンゴル語など
- チュルク語族 - 新疆ウイグル自治区など。ウイグル語、カザフ語など
- ツングース語族 -　中国北東部。満洲語、エベンキ語など
- 朝鮮語族 - 朝鮮半島に分布。朝鮮語と済州語
- 日琉語族 - 日本列島に分布。日本語と琉球語
- アイヌ語 - 北海道
- シナ・チベット語族 - 中国語（中国、台湾に分布）、チベット語（チベットに分布）など
- モン・ミエン語族 - 中国南部の山岳地帯に分布
- タイ・カダイ語族 - 中国南部に分布。チワン語など
- オーストロアジア語族 - 中国南部の一部に分布
- オーストロネシア語族 - 台湾（台湾諸語）、海南島に分布

### 仮説
上記の語族は、さらに以下のように区分する仮説が存在する。
- アルタイ語族：チュルク語族、モンゴル語族、ツングース語族を同系とする「アルタイ語族」は古くは広く常識であったが、現在は別々の語族とするのが主流。現在ではこの3語族を総称してアルタイ諸語と言うことが多い。アルタイ諸語には朝鮮語族、日琉語族を含むこともある。
- 東アジア大語族：シナ・チベット語族、モン・ミエン語族、オーストロネシア語族、オーストロアジア語族、クラ・ダイ語族を含む。日琉語族、朝鮮語族を含む場合もある。
- オーストリック大語族：オーストロアジア語族とオーストロネシア語族を含む。タイ・カダイ語族、ミャオ・ヤオ語族を含むこともある。
- オーストロ・タイ語族：オーストロネシア語族とクラ・ダイ語族を同系とする説。
- シナ・オーストロネシア語族：シナ・チベット語族、オーストロネシア語族、クラ・ダイ語族を同系とする説。
- デネ・コーカサス大語族、ノストラティック大語族、ユーラシア大語族など：東アジアの言語を含む全球的な大語族仮説がいくつかある。

### 歴史上の未分類言語
東アジアには、以下のような歴史上の未分類言語が存在した。
- 匈奴語、柔然語、高麗語、渤海語、扶余諸語（高句麗語、扶余語、濊貊語、沃沮語）、百済語、伽耶語、韓系諸語、百越語、縄文語など

## 地域の言語的特徴
東アジアの言語（アルタイ諸語、アイヌ語を除く）の特徴について概述する。一部は東南アジアの言語についても含む。アルタイ諸語（チュルク語族、モンゴル語族、ツングース語族）、アイヌ語については各記事参照。

### 形態論
- 単音節形態素が中国語やベトナム語、ビルマ語、タイ語、ラオ語他東南アジア大陸部と中国南部の言語のいくつかで典型的である。しかし日本語、朝鮮語、オーストロネシア語族では多くない。
  - 単音節形態素は単音節語を必ずしも意味しない。中国語には多音節語が多い。多音節の形態素は古代中国語やベトナム語にすら存在し、それらは大抵は他の言語からの借用語である。
- 声調：中国語やベトナム語、ビルマ語、タイ語、ラオ語他東南アジア大陸部と中国南部の言語のいくつかが声調言語である。日本語、朝鮮語及びオーストロネシア語族は声調言語ではない。（日本語と朝鮮語は一部によって同じ語族に属すると信じられており、シナ・チベット語族や他の語族にないいくつかの特徴を共有する。）ベトナム語、漢語、チベット語は元々声調を持たなかったが後に声調を獲得（tonogenesis）したということが指摘されている。
- 分析的構造；中国語と東南アジアの言語は高度に分析的である。性、数、人称、格、時制、法によって単語が活用することはない。その代わりにこれらの状態は独立した、活用しない修飾語を加える事で示され、これらは拘束形態素でない場合もある。
  - 日本語と朝鮮語には北に分布するアルタイ語族と同様に相、法、時制などによる動詞の変化があるが、動詞が性、数ほかの条件（verb argument）で変化しないという中国語および東南アジアの言語の特徴とは一致する。
  - オーストロネシア語族の一部は名詞を重ねることで複数形を現す。日本語の古い形にも同様の性質（ひと→ひとびと、やま→やまやま）が見られる。
- 数助詞・単位語：日中韓越及び東南アジア大陸部・島嶼部の言語は数助詞（類別詞・量詞）すなわち単位語がよく発達している。（名詞と数助詞は一致しなければならず、この点では他の言語よりも分析的ではない。）
  - 分類毎に数え方を変える方式はこの地域の他に南北アメリカ大陸の西側の原住民に共通である。この事から数助詞の発達は環太平洋地域の特徴といえる。

### 意味論
- 敬語が発達しているのはジャワ語、チベット語、日本語、朝鮮語であり、様々に異なったレベルでの丁寧さと尊敬を表すことができる。
  - 近代化に際し、敬語は単純化の道を辿る。この様な現象はインドネシア語や英語において、複雑な敬語法を避けたり、より平等主義となるために見られる。
- 日本語、マレー・インドネシア語などの言語では代名詞は安定したものではなく、使用も稀である。新しい代名詞、つまり言及や呼びかけの形はしばしば尊敬や社会的地位を表す新しい方法として名詞から発達する。別の見方をすると、これらの言語には印欧語を基準とした意味での代名詞は全く存在しないということになる。
  - 例外として、中国語は数千年前の原シナ・チベット語まで遡れる安定した人称代名詞を有している。これはどのような人を指すこともでき、敬語法が衰退した現在はなおのことである。

### 構文
- 主題・述語構造：主題優勢言語ではよく最初に文の主題が来て、次に述部が続く構造となる。

日本語の例：
こちら <トピックマーカー> 田中さん です。
こちらは 田中さんです。
中国語の例：
你的衣服、为什么这么脏? (你的衣服、為什麼這麼髒?) Nǐ de yīfu, wèi shénme zhème zāng?
あなた〈所有格〉 服、なぜ そんなに 汚い？
なぜあなたの服はそんなに汚いのですか。

## 漢字圏
中国語、日本語、朝鮮語、ベトナム語は固有語の他に中国起源の語彙を持ち、漢文を書き言葉としていた。
中国以外では、書き言葉として利用されていた漢文が文字を持たなかった民族語の文字化に影響を与えた。漢語の形態論と語生成規則はこれらの言語へも適用される。その結果、漢語の規則で作られた漢熟語である和製漢語は中国語へも再借用され、中国人はそれを日本製であると意識せずに使用している。（英語に輸入されたギリシャラテン系要素を用いて作られた語彙がロマンス諸語に逆輸入されているのと類似している。）現在国語となっているこれらの言語には中国語、日本語、朝鮮語、ベトナム語がある。

現在漢語を起源とする語は元々の漢字（中国語。日本語、ときに朝鮮語）、簡略化された漢字（中国語、日本語）、独自の表音文字（朝鮮語、ときに日本語）または改良されたローマ字（ベトナム語）で書かれる。